# Doccio
Doccio è una piccola frazione di circa 500 abitanti nel comune di Quarona nella provincia di Vercelli che costituiva un tempo comune autonomo.
Si trova nella parte destra del fiume Sesia ed è collegata al complesso urbano di Quarona da un ponte a una corsia a unica campata che attraversa il fiume; il ponte è stato poi soprannominato "Ponte di Doccio".

## Storia
Dopo l'arrivo dei monaci di Cluny che arrivavano dalla parrocchia di Lucedio in viaggio spirituale già nel 1184. Doccio fu separata da Quarona fino all'inizio del XX secolo, poi nel 1928 venne unita a Borgosesia assieme ad altri centri abitati tra i quali Quarona. Quando quest'ultima riottenne la propria autonomia Doccio ne divenne frazione, com'è tuttora.

## Luoghi d'interesse

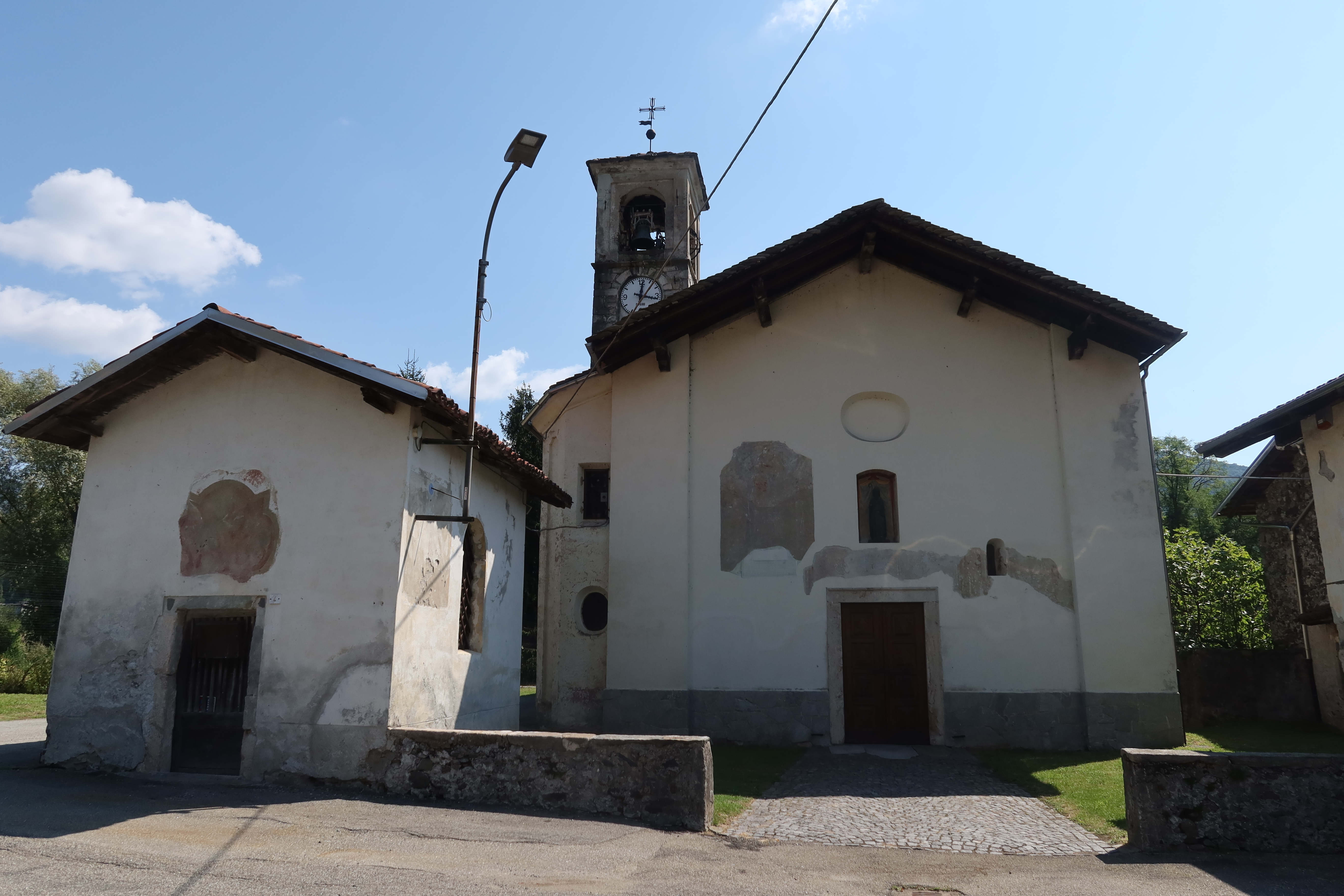
La chiesa di San Bononio

- Chiesa di Bononio
- Ponte di Doccio
- Creus da l'Erta
- Alpeggio del Fei